# La becerrada
Pour plus de détails, voir Fiche technique et Distribution.
La becerrada est un film espagnol de José María Forqué sorti en 1963. Il tire son titre du spectacle taurin qui a lieu dans le film : une becerrada ou corrida d'apprentissage pour jeunes toreros avec des veaux non piqués becerro âgés de moins de trois ans.

## Synopsis
À San Ginés de la Sierra, petit village perdu d'Andalousie, un couvent surnommé le Refuge des vaincus accueille les miséreux dont les nonnes prennent soin. Mais les moyens du couvent ne leur permettent plus de poursuivre leur action. Les nonnes demandent alors au maire du village de leur prêter les arènes pour y organiser une becerrada de charité. À cette becerrada figurent les toreros Antonio Ordóñez, Antonio Bienvenida et Mondeño dans leurs propres rôles.

## Fiche technique
- Titre : La becerrada
- Réalisation : José María Forqué
- Assistant-réalisateur : Ricardo Muñoz Suay
- Scénario : Jaime de Armiñán, José María Forqué, Ricardo Muñoz Suay
- Photographie : Alejandro Ulloa
- Montage : Alfonso Santacana
- Musique : Graciano Tarragó
- Direction artistique : Antonio Cortés
- Décors : Andrés Vallvé
- Costumes :
- Son :
- Producteur : Nazario Belmar
- Société de production :  Naga Films
- Pays d'origine :  Espagne
- Langue : Espagnol
- Format : Couleur (Eastmancolor) — 35 mm — 1,37:1 — Son : Mono
- Genre : Comédie
- Durée : 96 minutes (1 h 36)
- Date de sortie : 1963

## Distribution
- Fernando Fernán Gómez : Francisco Rodríguez "Juncal"
- Amparo Soler Leal : sœur María
- Nuria Torray : sœur Leocadia
- Antonio Ordóñez : lui-même
- Antonio Bienvenida : lui-même
- Mondeño : lui-même